# Prunella (film)
Prunella is een Amerikaanse dramafilm uit 1918 onder regie van Maurice Tourneur. Het scenario is gebaseerd op het gelijknamige toneelstuk uit 1906 van de Britse auteurs Harley Granville-Barker en Laurence Housman.

## Verhaal
Prunella woont in een tuin met haar drie tantes. Ze wordt zorgvuldig afgeschermd van de buitenwereld, totdat er op een dag een rondtrekkend toneelgezelschap in de stad aankomt. Prunella wordt verliefd op Pierrot, de leider van de troep. Ze wordt zijn Pierrette en trekt samen met het gezelschap van stad tot stad. Twee jaar later gaat Pierrot ervandoor zonder haar. Wanneer hij beseft hoe ongelukkig hij is zonder Prunella, keert hij terug naar de tuin om haar te zoeken.

## Rolverdeling
| Acteur           | Personage           |
| ---------------- | ------------------- |
| Isabel Berwin    | Prim                |
| Nora Cecil       | Privacy             |
| Marguerite Clark | Prunella            |
| William J. Gross | Tuinman             |
| Marcia Harris    | Prude               |
| Charles Hartley  | Tuinman             |
| Arthur Kennedy   | Zoon van de tuinman |
| Henry Leone      | Scaramel            |
| Jules Raucourt   | Pierrot             |
| A. Voorhees Wood | Tuinman             |